# Stanislav Sigmund
Stanislav Sigmund (12. září 1921 Praha – 16. října 1988 Praha) byl rozhlasový sportovní komentátor.
Poprvé začal vysílat 17. prosince 1954, kdy reportoval přátelské utkání československých a švédských hokejistů z pražské Štvanice. Svým komentářem přiblížil posluchačům i odvetné utkání hrané následující den a u rozhlasových přenosů ze sportovních akcí již zůstal. Vystřídal ho asi o 25 let později reportér Aleš Procházka.
Sigmund se zúčastnil 28 mistrovství světa, čímž stanovil rekord mezi českými sportovními reportéry. Poslední šampionát, jehož se účastnil, se uskutečnil roku 1982. Reportování sportovních utkání se věnuje i jeho syn Stanislav.